# Sarah Bacon
Sarah Bacon (* 20. September 1996 in Indianapolis, Indiana) ist eine US-amerikanische Wasserspringerin.

## Erfolge
Sarah Bacon, die 2004 mit dem Wasserspringen begann, trat zunächst im Kunstspringen vom Ein-Meter-Brett an und gewann in dieser Disziplin ihre erste internationale Medaille bei den Weltmeisterschaften 2019 in Gwangju, wo sie die Silbermedaille hinter Chen Yiwen gewann. Im selben Jahr sicherte sie sich bei den Panamerikanischen Spielen in Lima vom Ein-Meter-Brett die Goldmedaille, während sie mit Brooke Schultz im Synchronspringen vom Drei-Meter-Brett Silber gewann. Bei den Weltmeisterschaften 2022 in Budapest wurde Bacon hinter Li Yajie erneut Zweite vom Ein-Meter-Brett.
Bacon nahm bei den Olympischen Spielen 2024 in Paris in zwei Wettbewerben teil. Im Kunstspringen schied sie mit 264,40 Punkten als 19. bereits nach der Vorrunde aus. Wesentlich erfolgreicher verlief der Wettkampf im Synchronspringen vom Drei-Meter-Brett. Mit Kassidy Cook erzielte sie 314,64 Punkte, womit sie hinter den mit 337,68 Punkten siegreichen Chinesinnen Chen Yiwen und Chang Yani und vor den Britinnen Yasmin Harper und Scarlett Mew Jensen, die mit 302,28 Punkten Platz drei belegten, Zweite wurden und die Silbermedaille gewannen.
Sie schloss ein Masterstudium in Sportmanagement an der University of Minnesota ab, für die sie auch im Collegesport aktiv war.